# Campionato europeo individuale femminile di scacchi 2024
Il Campionato europeo individuale femminile di scacchi 2024 (nome ufficiale 24rd European Women Chess Championship) è stato un torneo di scacchi organizzato dalla ECU, che si disputava a Rodi, in Grecia, dal 19 al 28 aprile 2024. È stato vinto dalla giocatrice azera Ulviyya Fataliyeva. Il torneo era valido anche per la qualificazioni alla Coppa del Mondo femminile 2025, alla quale avranno diritto a partecipare almeno le prime 10.

## Formula
L'iscrizione al campionato era aperta a tutte le giocatrici iscritte a una delle federazioni appartenenti alle zone che andavano dalla 1.1 alla 1.10 (Europa). La formula era quella del sistema svizzero con 10 turni. La cadenza di gioco era di 90 minuti per le prime 40 mosse, 30 minuti aggiuntivi da mossa 41 e 30 secondi di incremento per mossa, partendo da mossa 1.

### Spareggi
Erano previsti solo spareggi tecnici, secondo i seguenti criteri:
1. Gli scontri diretti tra tutte le giocatrici a pari merito, nell'eventualità si fossero incontrate tutte durante il torneo;
2. Il miglior Buchholz tagliato (cut 1);
3. Il miglior Buchholz totale
4. Il maggior numero di partite con il Nero;
5. Il maggior numero di vittorie.

### Montepremi
Il montepremi complessivo era di 60 000 euro, dei quali 10 000 andarono alla vincitrice del torneo, 8 000 alla seconda e 7 000 alla terza, fino ai 1 000 della 20ª classificata.

## Partecipanti
Di seguito le prime venti partecipanti per punteggio Elo.
| Pos. | Nome                    | Elo  |
| ---- | ----------------------- | ---- |
| 1    | Julija Os'mak           | 2459 |
| 2    | Marsel Efroimski        | 2457 |
| 3    | Bela Khotenashvili      | 2454 |
| 4    | Dinara Wagner           | 2453 |
| 5    | Antoaneta Stefanova     | 2447 |
| 6    | Lela Javakhishvili      | 2447 |
| 7    | Nino Batsiashvili       | 2445 |
| 8    | Gunay Mammadzada        | 2436 |
| 9    | Monika Soćko            | 2428 |
| 10   | Stavroula Tsolakidou    | 2424 |
| 11   | Anna Ušenina            | 2418 |
| 12   | Ekaterina Atalık        | 2406 |
| 13   | Govhar Beydullayeva     | 2402 |
| 14   | Mai Narva               | 2397 |
| 15   | Elina Danielyan         | 2401 |
| 16   | Natalija Buksa          | 2394 |
| 17   | Irina Bulmaga           | 2394 |
| 18   | Aleksandra Mal'cevskaja | 2393 |
| 19   | Sophie Milliet          | 2392 |
| 20   | Oliwia Kiołbasa         | 2386 |

## Classifica
Classifica dopo 10 turni (prime venti posizioni):
| Pos. | Nome                 | Elo  | Punti |
| ---- | -------------------- | ---- | ----- |
| 1    | Ulviyya Fataliyeva   | 2377 | 8,5   |
| 2    | Natalija Buksa       | 2394 | 7,5   |
| 3    | Lela Javakhishvili   | 2447 | 7,5   |
| 4    | Nino Batsiashvili    | 2445 | 7,5   |
| 5    | Irina Bulmaga        | 2394 | 7,5   |
| 6    | Gunay Mammadzada     | 2436 | 7,5   |
| 7    | Nadya Toncheva       | 2258 | 7,5   |
| 8    | Stavroula Tsolakidou | 2424 | 7,5   |
| 9    | Lilit Mkrtchian      | 2366 | 7,5   |
| 10   | Alicja Śliwicka      | 2315 | 7     |
| 11   | Govhar Beydullayeva  | 2402 | 7     |
| 12   | Julija Os'mak        | 2459 | 7     |
| 13   | Anna Kubicka         | 2292 | 7     |
| 14   | Beloslava Krasteva   | 2220 | 7     |
| 15   | Klaudia Kulon        | 2348 | 7     |
| 16   | Dinara Wagner        | 2453 | 7     |
| 17   | Olga Zimina          | 2299 | 7     |
| 18   | Adela Velikic        | 2258 | 7     |
| 19   | Martyna Wikar        | 2214 | 6,5   |
| 20   | Mai Narva            | 2401 | 6,5   |